# Cầu vượt Hoàng Hoa Thám
Cầu vượt Hoàng Hoa Thám là cầu vượt bằng thép tại nút giao thông giữa đường Cộng Hòa và Hoàng Hoa Thám thuộc địa phận Quận Tân Bình, Thành phố Hồ Chí Minh. Cầu được khởi công vào ngày 27 tháng 4 năm 2013 với tổng mức đầu tư khoảng 245 tỷ đồng (trong đó chi phí xây lắp khoảng 194,7 tỷ đồng) và dự kiến sẽ hoàn thành sau 5 tháng thi công.

Cầu vượt Cộng Hòa - Hoàng Hoa Thám là cầu thép dầm hộp, liên hợp bản mặt cầu bê tông cốt thép với quy mô cho 2 làn xe, tải trọng thiết kế 0,5 HL93 (xe ≤ 9 chỗ + xe buýt), Tổng chiều dài cầu khoảng 238m, gồm 7 nhịp dầm hộp liên tục.

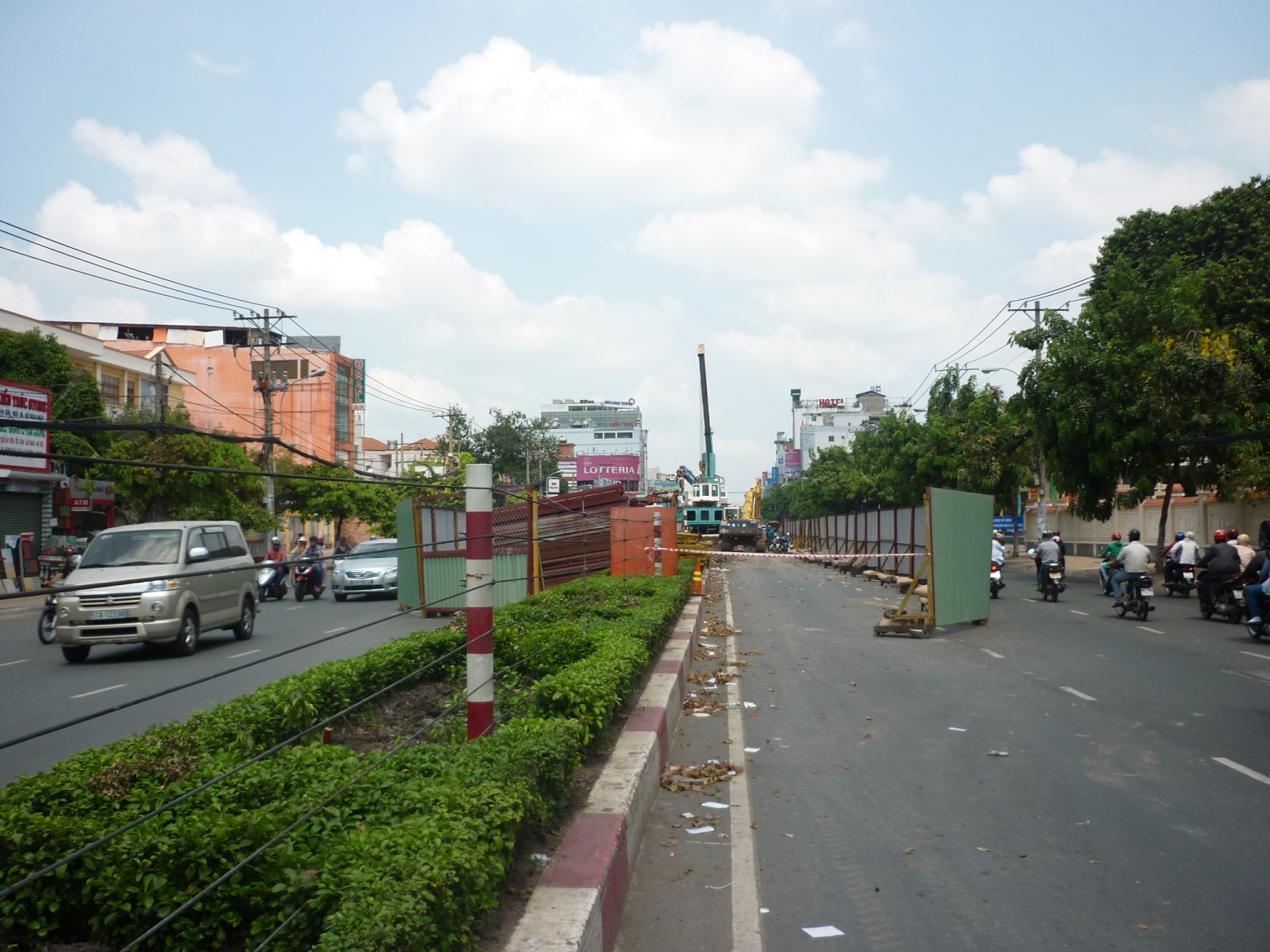
Rào chắn được dựng trên đường Cộng Hoà để thi công cầu vượt.